# بيتر وايت (لاعب هوكي الجليد)
بيتر وايت (بالفرنسية: Peter White)‏ (و. 1969  م) هو لاعب هوكي الجليد كندي، ولد في مونتريال، مركز لعبه هو وسط ‏.

## روابط خارجية
- بيتر وايت على موقع دوري الهوكي الوطني (الإنجليزية)
- بيتر وايت على موقع قاعة مشاهير الهوكي (لاعب أن.إتش.أل) (الإنجليزية)
- بيتر وايت على موقع EliteProspects.com (الإنجليزية)
- بيتر وايت على موقع HockeyDB.com (الإنجليزية)
- بيتر وايت على موقع Hockey-Reference.com (الإنجليزية)